# San Ysidro (contea di Sandoval)
San Ysidro è un villaggio degli Stati Uniti d'America, situato nello stato del Nuovo Messico, nella contea di Sandoval.